# Тофельт, Свен
Свен Альфред Тофельт (швед. Sven Alfred Thofelt, 19 мая 1904 — 1 февраля 1993) — шведский военный (в 1964 году вышел в отставку в звании бригадного генерала), пятиборец, фехтовальщик и пловец, олимпийский чемпион, призёр чемпионатов мира.

## Биография
Родился в 1904 году в Стокгольме в семье военного. В 1924 году закончил Королевскую военную академию. В 1928 году на Олимпийских играх в Амстердаме стал чемпионом на соревнованиях по современному пятиборью. В 1931 году стал бронзовым призёром Международного первенства по фехтованию в Вене. В 1932 году принял участие в Олимпийских играх в Лос-Анджелесе, где занял 4-е место в соревнованиях по современному пятиборью, и 9-е — в командном первенстве на шпагах. В 1933 году завоевал бронзовую медаль Международного первенства по фехтованию в Будапеште. В 1934 году стал обладателем бронзовой медали Международного первенства по фехтованию в Варшаве. В 1936 году на Олимпийских играх в Берлине получил серебряную медаль в командном первенстве на шпагах, а в соревнованиях по современному пятиборью занял 4-е место.
В 1937 году завоевал бронзовую медаль первого официального чемпионата мира по фехтованию (тогда же Международная федерация фехтования задним числом признала чемпионатами мира все прошедшие ранее Международные первенства по фехтованию). На чемпионате мира по фехтованию 1938 года завоевал серебряную медаль.
В 1938—1947 годах был адъютантом принца Густава Адольфа, в 1948—1950 годах — короля Густава V.
В 1947 году вновь стал обладателем серебряной медали чемпионата мира по фехтованию. В 1948 году на Олимпийских играх в Лондоне получил бронзовую медаль в командном первенстве на шпагах.
В 1948 году стал генеральным секретарём, а в 1960 году — президентом Международного союза по современному пятиборью (с 1960 года — Международный союз по современному пятиборью и биатлону). В 1968—1986 годах был президентом Федерации фехтования Швеции, в 1969—1976 годах — председателем Исполнительного комитета Шведского олимпийского комитета. В 1970—1976 годах был членом Международного Олимпийского комитета (с 1976 — почётным членом).

## Награды
- Командор 1 класса ордена Меча (Швеция)[1]
- Рыцарский крест I класса ордена Белой розы Финляндии (Финляндия)[1]
- Орден Заслуг германского орла (Третий Рейх)[1]
- Командор Ависского ордена (Португалия)[1]
- Командор ордена Заслуг (Чили)[1]